# TurboCache
TurboCache é uma tecnologia da NVIDIA lançada em 15 de dezembro de 2004 que permite usar memória de sistema como memória de vídeo em alguns modelos de placas de vídeo da empresa, graças a velocidade oferecida pelo barramento PCI Express. Devido ao seu custo baixo de implementação e às limitações de desempenho que acarreta, é utilizada apenas em modelos mais acessíveis, a partir da família GeForce 6200.
O desenvolvimento da tecnologia objetivou reduzir o custo das placas, mantendo um desempenho razoável, assim, a placa de vídeo requer apenas uma quantidade baixa de memória (geralmente entre 32 e 128 MB), exigindo um custo de fabricação menor devido à menor quantidade de módulos de memória e ao tamanho reduzido da placa necessária (conseqüentemente, as embalagens, custo de transporte e disposição nas prateleiras).
O baixo preço resultante e o baixo consumo característico dessas placas as tornam candidatas ideais para sistemas domésticos simples e notebooks, sendo que seu desempenho costuma ser muitas vezes superior a de concorrentes onboard como as placas de vídeo Intel GMA 900.
Um problema no entanto se dá na divulgação das placas, geralmente anunciadas pela quantidade de memória total utilizada (entre 128 e 512 MB, entre a instalada na própria placa de vídeo e a "tomada" da memória RAM da placa mãe) ao invés da quantidade real instalada na placa, normalmente entre 32 e 64 MB.